# Lenguas nicobaresas

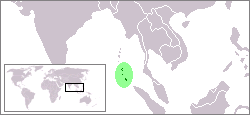
Localización de las Islas Nicobar en el océano Índico.

Las lenguas nicobaresas o nicobáricas son un grupo geográficamente aislado de una media docena de lenguas de la familia austroasiática, habladas por la gran mayoría de las 30.000 personas que habitan las islas Nicobar de la India, donde unos dos tercios de la población tiene alguna de estas lenguas como lengua nativa. Demográfcamente la lengua de mayor peso es el idioma car.  
No está claro que exista un parentesco filogenético con las lenguas shompen hablados por grupos indígenas del interior de la isla Gran Nicobar. En caso de un parentesco genuino este sería distante, siendo la mayor parte de los parecidos el resultado de contacto lingüístico reciente. Por otro lado el parentesco de las lenguas nicobáricas con el austroasiático es claro, y ha sido usado para apoyar la hipótesis áustrica.

## Lista de lenguas
De norte a sur las lenguas nicobaresas documentadas son:
- Car
- Chaura-Teressa: Chaura (Sanenya), Teressa (Bompoka)
- lenguas nicobaresas centrales: Nancowry, Camorta, Katchal
- Nicobar meridional (Sambelong)

## Comparación léxica
Los numerales en diferentes lenguas nicobaresas son:
| GLOSA | Nicobar       | Nicobar    | Nicobar   | Nicobar        | Shompen |
| GLOSA | Car           | Nancowry   | Nicobarés | PROTO- NICOBAR | Shompen |
| ----- | ------------- | ---------- | --------- | -------------- | ------- |
| 1     | kaˈhoːk / heŋ | heaŋ       | heŋ       | *hiaŋ/ *mac-   | (heŋ)   |
| 2     | nɛːt          | a          | neːt      | *ʔaː *nɛːt     | au      |
| 3     | luːj          | lue        | luːi      | *luːi          | (luːge) |
| 4     | fɛːn          | fuan       | feːn      | *fuan          | (fuːat) |
| 5     | taˈnɨj        | tanei      | tanwi     | *tanai         | (taiŋ)  |
| 6     | taˈfuːl       | lue tafuel | tafuːl    | *ta-fuːl       | lagau   |
| 7     | (sat)         | (išat)     | (sat)     | (*sat)         | aiŋ     |
| 8     | ˈhɛwhəɾɛ      | nfoan      | hewhəre   | *hɛwhəɾɛ       | toweː   |
| 9     | maˈcuhtəɾɛ    | heaŋhata   | macuhtəre | *macuhtəɾɛ     | luŋi    |
| 10    | siːn / sɨ́m    | šaum       | sam       | *səm           | teya    |
Los términos entre paréntesis del shompen son préstamos de algunas variedad de nicobar. Los términos para '7' en lenguas nicobaresas son préstamos de las lenguas indoarias.